# César Zelaya
César Antonio Zelaya Mendoza (n. Arenal, Departamento de Yoro, Honduras; 25 de junio de 1985) es un futbolista hondureño. Juega de volante o delantero en el Real Sociedad de la Liga Nacional de Honduras.

## Trayectoria
Debutó en Liga Nacional bajo las órdenes del técnico argentino Roque Alfaro el 6 de agosto de 2005; en el empate a dos goles entre el Club Deportivo Platense de Puerto Cortés y el Real España en el Estadio Francisco Morazán de San Pedro Sula. Allí permaneció durante más de dos años.
Para el 2008 pasó a ser jugador del Social Sol de la Liga de Ascenso de Honduras donde estuvo hasta el año 2010, para luego fichar por Real Sociedad en 2011 y tras un sucesivo regreso a Social Sol en 2012, al siguiente año fichó por el Yoro Fútbol Club, también de la Liga de Ascenso. 
En agosto de 2013, después de varios años de ausencia en liga nacional se confirmó el fichaje de Zelaya por la Real Sociedad  (como sustituto ideal de Julio César de León), equipo donde ha tenido una excelente participación. En el Apertura 2013 disputó su primera final en liga nacional, la cual su equipo perdió ante Real España. En mayo de 2014 se rumoreó que Rony Martínez y él se convertirían en jugadores de Olimpia para el Apertura 2014. No obstante, días después se anunció públicamente el interés por parte del Club Deportivo Motagua.
Tras ser separado de Real Sociedad, penso retirarse del fútbol y dedicarse a la agricultura y albañilería, oficios que domina a la perfección. Su hermano mayor, José Sandoval Mendoza, es agricultor de oﬁcio y el lo ayudaba.

## Selección nacional
En 2007 participó con la selección de Honduras sub-23 en un campeonato disputado en Panamá (como preparación para los Juegos Olímpicos de Pekín 2008). Allí compartió con futbolistas como Hendry Thomas, Erick Norales, Odis Borjas, Emilio Izaguirre y Kevin Hernández.

## Clubes
| Club          | País     | Año             |
| ------------- | -------- | --------------- |
| Platense      | Honduras | 2005 - 2007     |
| Social Sol    | Honduras | 2008 - 2010     |
| Real Sociedad | Honduras | 2011            |
| Social Sol    | Honduras | 2012            |
| Yoro F. C.    | Honduras | 2013            |
| Real Sociedad | Honduras | 2013 - 2015     |
| Victoria      | Honduras | 2016            |
| Real Sociedad | Honduras | 2016 - Presente |

## Palmarés

### Campeonatos nacionales
| Título               | Club          | País     | Año  |
| -------------------- | ------------- | -------- | ---- |
| Apertura del Ascenso | Real Sociedad | Honduras | 2011 |